# جامع الأميرة العنود حي الخزامى
أنشئ الجامع في مدينة الرياض طريق الملك خالد في حي الخزامى عام 1432هـ. على مساحة الأرض تقدر 2,549 متر مربع.
يتسع الجامع 1,000 مصلي و500 مصلية 

## الموقع
مدينة الرياض حي الخزامى طريق الملك خالد.

## النشاطات التي يقوم بها الجامع
تنظم مؤسسة الأميرة العنود بنت عبد العزيز بن مساعد بن جلوي الخيرية خلال شهر رمضان المبارك مجموعة من المحاضرات ضمن برنامج (مجالس العنود الرمضانية) وذلك في جامع الأميرة العنود بالرياض بحي الخزامى. يلقيها عدد من العلماء الكبار منهم مفتي المملكة العربية السعودية الشيخ عبد العزيز بن عبد الله آل الشيخ ومعالي عضو اللجنة الدائمة للافتاء عضو هيئة كبار العلماء الشيخ الدكتور عبد الكريم بن عبد الله الخضير ومعالي عضو اللجنة الدائمة للافتاء عضو هيئة كبار العلماء الشيخ صالح بن فوزان الفوزان

## ترجمة الخطبة بلغة الإشارة للصم
بترجمة خطبة الجمعة بلغة الإشارة وذلك بجامع الأميرة العنود بحي الخزامى، في خطوة نحو خدمة المصلين ذوي الإعاقة السمعية «الصم».
وكانت اللجنة الدائمة للبحوث العلمية والإفتاء، قد أفتت في وقت سابق، برئاسة سماحة الشيخ عبد العزيز بن عبد الله آل الشيخ مفتي عام المملكة ورئيس هيئة كبار العلماء بجواز ترجمة خطبة الجمعة للصم بلغة الإشارة، واستناداً على الفتوى تم تخصيص مكان بالجامع للترجمة حتى لا يحدث التشويش على المصلين الاخرين.

## الخدمات
- استقبال العلماء وتجهيز المحاضرات والدروس
- دورات مياه للرجال والنساء مجهز لذوي الاحتياجات الخاصة.
- يضم سكن للإمام والمؤذن.
- يحتوي على مكتبة العنود.